# Kamelhalsfliegen
Die Kamelhalsfliegen (Raphidioptera) sind eine Ordnung der Insekten. Gemeinsam mit den Netzflüglern (Neuroptera) und den Großflüglern (Megaloptera) bilden sie die Gruppe der Netzflüglerartigen (Neuropterida). Weltweit sind etwa 250 Arten bekannt, die alle auf der Nordhalbkugel vorkommen.

## Merkmale
Die Körperlänge der Kamelhalsfliegen beträgt zwischen 8 und 18 mm, bei einigen wenigen Spezies darüber hinaus und in einem Fall sogar bis zu 45 mm. Das auffälligste und namensgebende Merkmal der Kamelhalsfliegen ist das stark verlängerte erste Brustsegment (Prothorax), dem ein langer, abgeplatteter Kopf aufsitzt. Sowohl dieses Segment als auch der Kopf sind auffallend beweglich, eine Modifikation, die ansonsten nur bei den Fangschrecken (Mantodea) und den Fanghaften (Mantispa spec.) zu erkennen ist. Er wird oft leicht erhoben und angewinkelt getragen. Die Vorderbeine sitzen im Gegensatz zu den Mantodea oder Mantispidae am Ende des Prothorax auf.
Der Körper ist meist schwarz oder dunkelbraun (zum Teil auch mit blauer Beschichtung) und weist auch teilweise metallischen Glanz auf. Am Kopf, am Thorax und am Hinterleib (Abdomen) können gelbe, braune oder weißliche Flecken vorhanden sein. Die vorne liegenden Komplexaugen treten halbkugelig hervor und sind bei den meisten Arten ebenfalls schwarz. Zwischen ihnen sind die borstenförmigen, aus 35 bis 75 Gliedern bestehenden Fühler eingelenkt.
Die Flügel sind groß und reich geädert, außerdem tragen sie ein deutliches und charakteristisches Flügelmal (Pterostigma). Das ist meist einfarbig, meist dunkelbraun bis hell gelblich, bei wenigen Arten sogar zweifarbig. In der Ruhestellung werden die Flügel dachartig auf dem Hinterleib getragen. Die Tiere haben an ihren Beinen jeweils fünf Fußglieder (Tarsen), wobei das dritte lappig vergrößert ist.
Die Weibchen haben eine auffällige Legeröhre (Ovipositor), die etwa so lang ist wie der Hinterleib selbst. Dabei werden zwei paarige und zu einem Rohr verschmolzene Anhänge (Gonapophysen) des achten Hinterleibssegments von zwei Gonapophysen des neunten Segments umhüllt. Die Legeröhre ist sehr biegsam und beweglich, an der Spitze mit Tastorganen ausgestattet.

## Vorkommen
Alle der etwa 250 bekannten Arten der Kamelhalsfliegen leben in der nördlichen Hemisphäre. Die südlichsten Vorkommen dieser Tiergruppe liegen im Süden Mexikos sowie auf Taiwan, die nördlichsten in Lappland.
In Europa findet man über 80 Arten, vornehmlich in den Gebirgen Südeuropas. In Mitteleuropa leben nur 16 Arten, vor allem an sonnigen Stellen von Wäldern und Lichtungen, von der Krautschicht über die Strauchschicht bis in die Kronenschicht der Bäume. In Deutschland sind 10 Arten zu finden, 9 davon aus der Familie Raphidiidae. In der Schweiz leben 12 Arten.

## Lebensweise
Die Flugzeit der meisten Kamelhalsfliegen liegt in den Monaten Mai bis Juni, sie sind also frühjahrsaktiv und außerdem tagaktiv. Die ausgewachsenen Tiere leben vor allem im Blattwerk verschiedener Bäume und Büsche und ernähren sich dort räuberisch von verschiedenen Insekten, vor allem Blattläusen. Sie fangen ihre Beute mit den beißenden Mundwerkzeugen vorwiegend durch optisch orientiertes, aktives Suchen an der Vegetation. Die große Beweglichkeit des Kopfes und die verlängerte Vorderbrust erleichtern den Nahrungserwerb.
Die Paarfindung erfolgt vorerst wahrscheinlich chemisch über Pheromone und im Nahbereich optisch. Vor der Paarung erfolgt ein charakteristisches und entscheidendes Vorspiel, bei dem sich die Partner gegenüberstehen, um sich mit den Antennen und auch optisch sichtlich erregt zu registrieren und zu stimulieren. Das Weibchen signalisiert im günstigen Fall schließlich Paarungsbereitschaft durch leichtes Abspreizen der Flügel und Anheben des Abdomens (besonders des Ovipositors), während es sich zur Paarungsstellung vor dem Männchen wendet. Dieses schiebt sich von hinten unter das Weibchen und versucht mit dem extrem nach oben gebogenen Hinterleib das Abdomen des Weibchens zu erreichen. Wenn es gelingt, verhakt es sich mit einem paarigen Klammerorgan an der Geschlechtsöffnung des Weibchens. In der Folge hängt das Männchen während der oft lange dauernden Kopulation mit dem Rücken nach unten am Weibchen (Raphidiidae).
Die Eier werden in Rindenspalten abgelegt, wobei der Ovipositor mindestens bis zur Hälfte in das Substrat eingestochen wird.

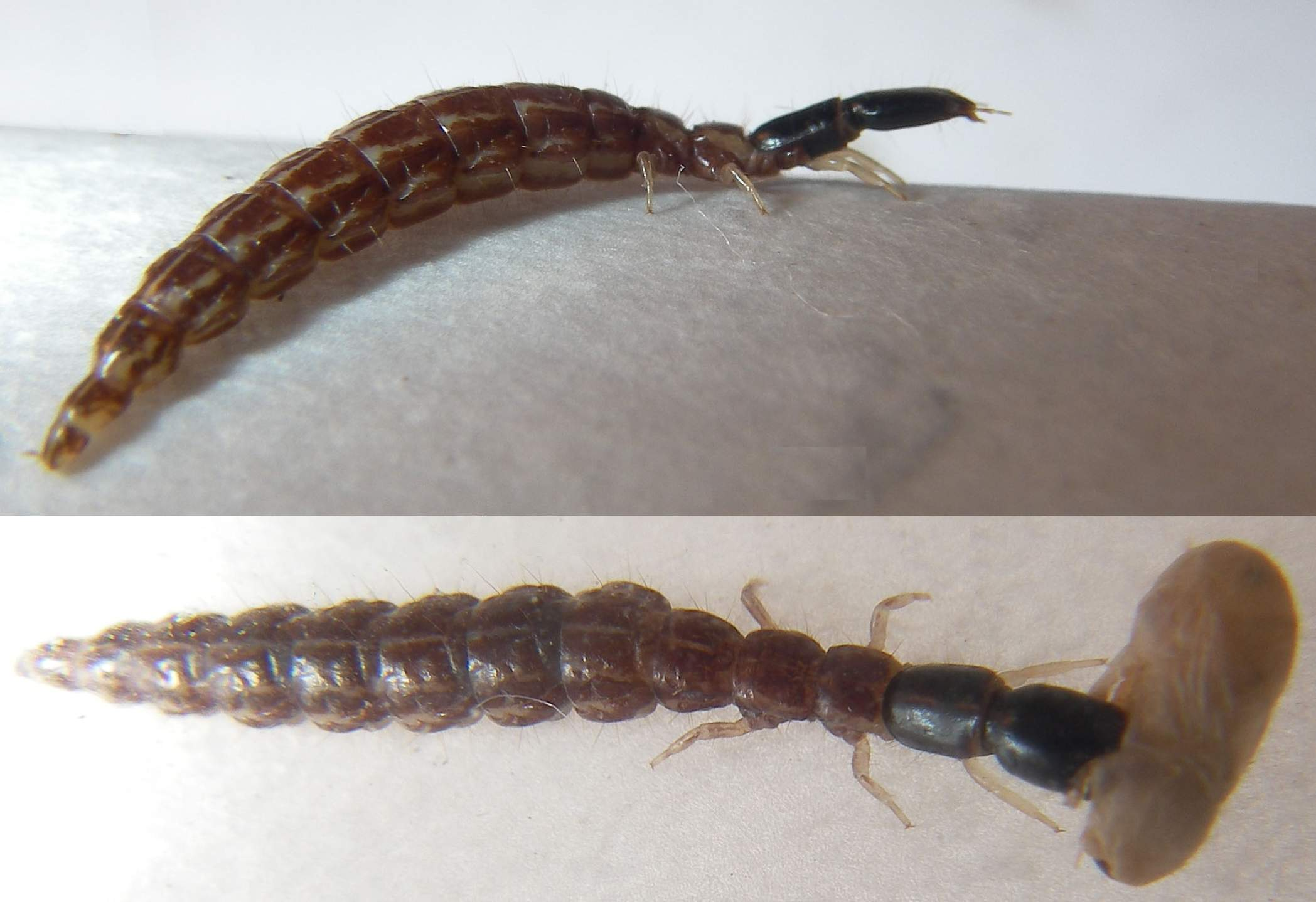
Larve einer Kamelhalsfliege, unten mit Beute

## Larvalentwicklung
Die langgestreckten Larven leben unter der Rinde oder am Boden und ernähren sich ebenfalls räuberisch. Sie besitzen einen stark chitinisierten Vorderkörper aus Kopf und Prothorax, der restliche Körper ist eher weichhäutig. Sie sind relativ schnelle Läufer, wobei sie auch rückwärts laufen können. Sie haben sich vor allem einen Ruf als Borken- und Bockkäferjäger gemacht sowie als Vertilger der Eier von Nonnen, einer forstschädigenden Schmetterlingsart.
Die Larvalentwicklung beansprucht bei den meisten Arten zwei bis drei Jahre. Bei wenigen Arten kann sie auch ein Jahr, bei anderen bis zu sechs Jahre dauern, wobei sich die Tiere 9- bis 13-mal häuten. Nach der Larvenzeit verpuppen sich einige rindenbewohnende Spezies in einer in das weichere Rindensubstrat genagten Puppenhöhle, in der die Puppe bis kurz vor Abschluss der Puppenruhe bewegungslos liegt. Diese sieht dem ausgewachsenen Insekt mit Ausnahme der noch als Anlagen vorhandenen Flügel bereits sehr ähnlich. Kurz vor dem Ende der Puppenruhe beginnt sie jedoch sich innerhalb der Höhle zu bewegen und schlüpft schließlich als fertiges Insekt aus der Puppenhülle (Exuvie). Die ausgewachsenen Tiere leben nur wenige Wochen.

## Systematik der Kamelhalsfliegen

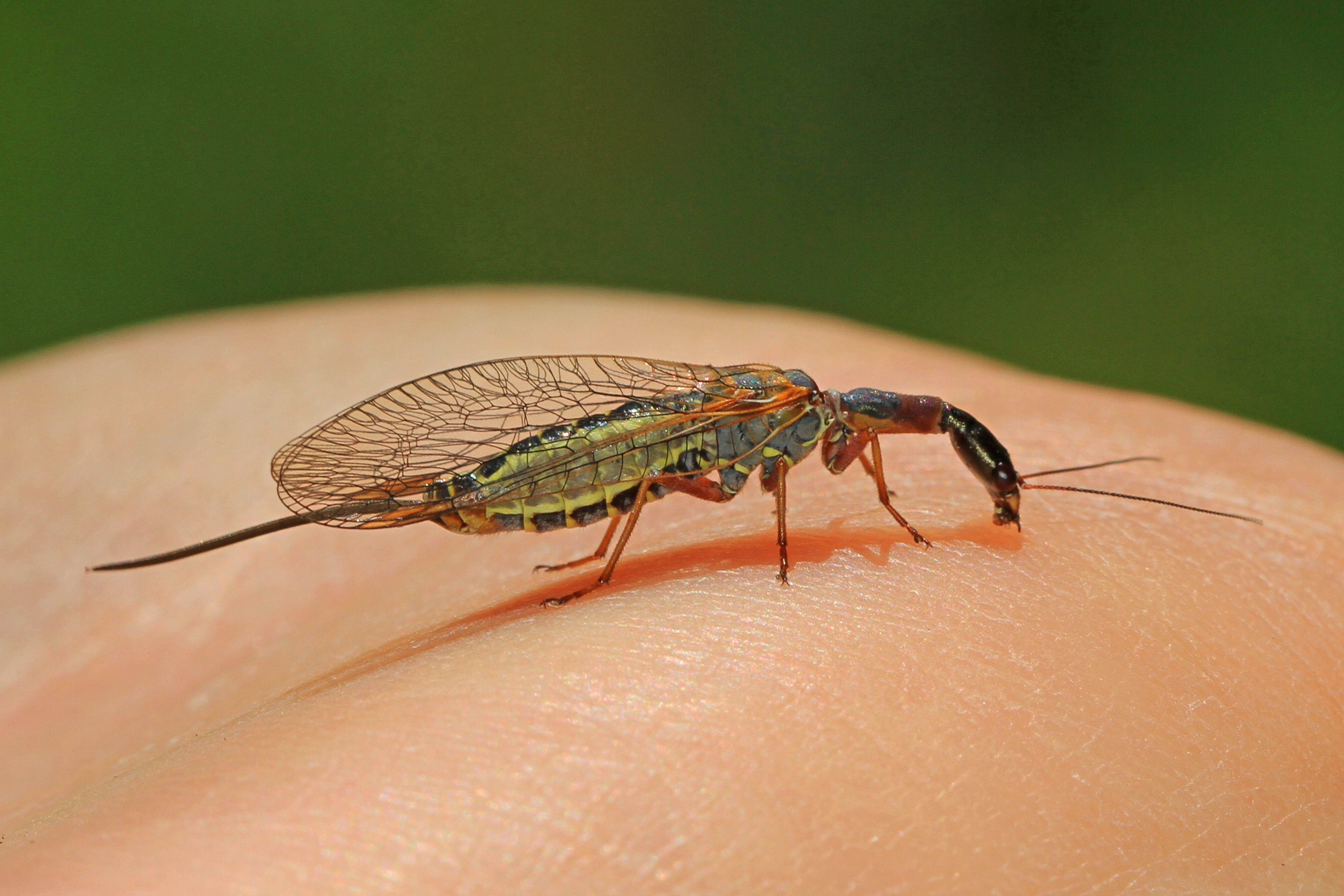
Ein weibliches Exemplar aus der Gattung Agulla aus Kalifornien

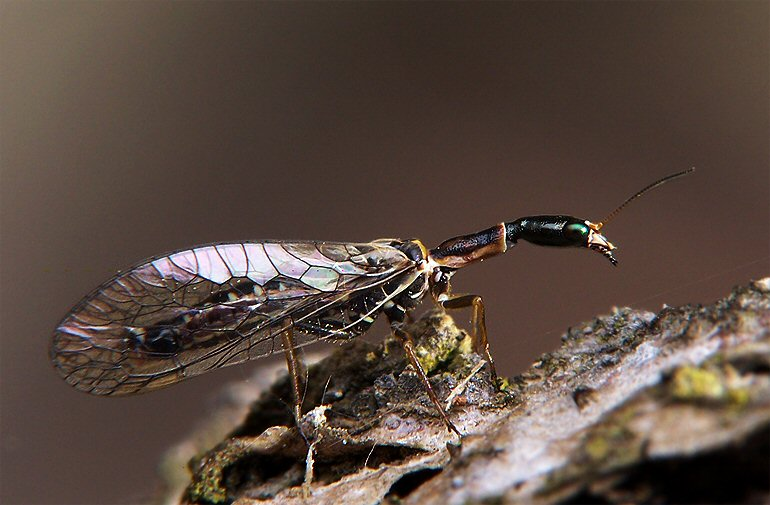
Ornatoraphidia flavilabris, Männchen, aus Südeuropa

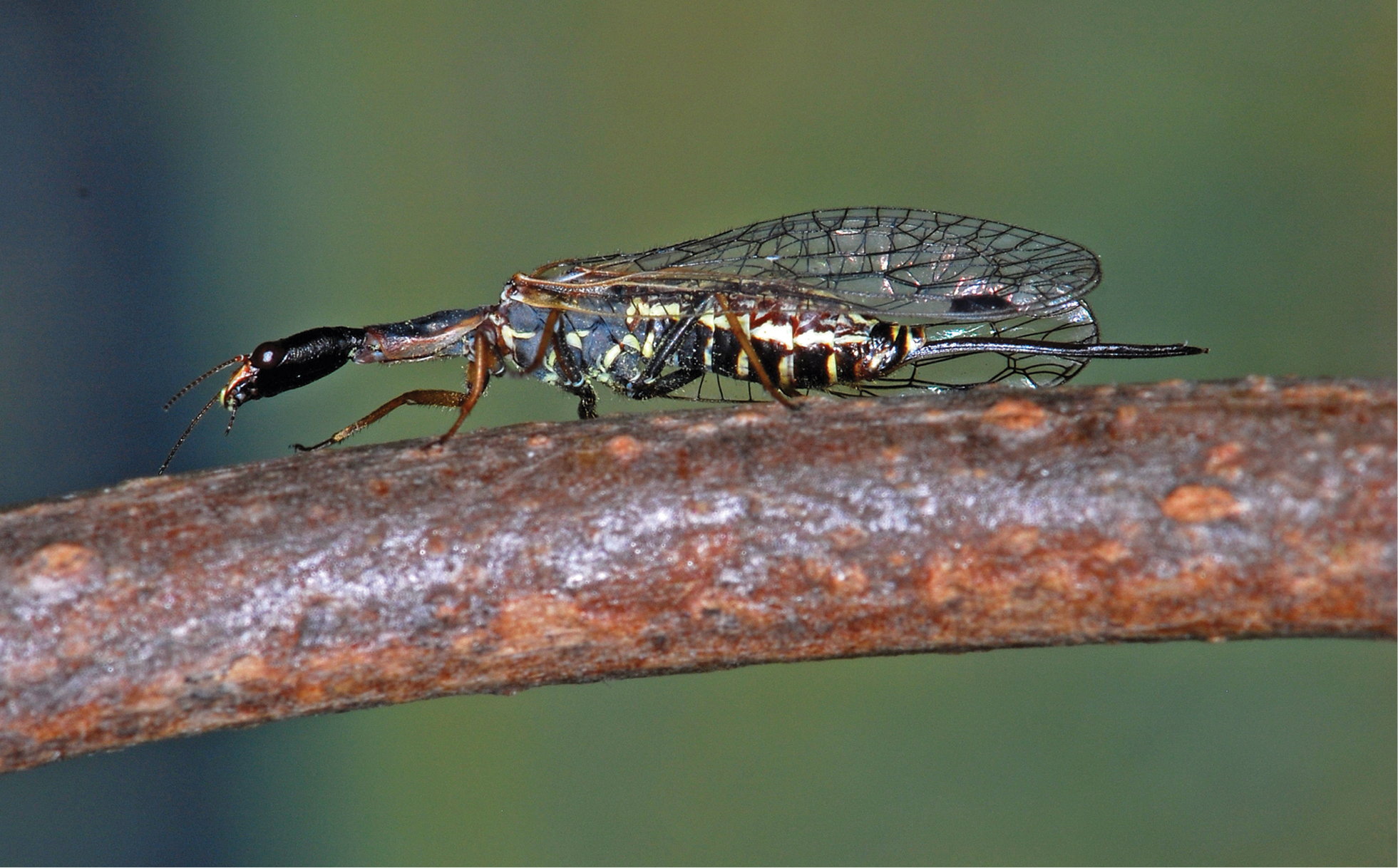
Raphidia mediterranea, Weibchen, aus Süd- bis Südosteuropa

Die Systematik der Ordnung Kamelhalsfliegen basiert neben etlichen anderen Kriterien auch auf dem Besitz von Punktaugen (Ocelli). Dabei weisen lediglich die Raphidiidae (weltweit derzeit über 210 Arten) Punktaugen auf, bei den Inocelliidae (weltweit derzeit über 20 Arten) fehlen sie. Nachstehend werden jene Arten angeführt, die in Europa (zwischen 45 °N und 60 °N östlich bis zum Ural, einschließlich der gesamten Halbinsel Krim) bisher festgestellt wurden und den beiden einzigen rezent vertretenen Familien einzuordnen sind. Die 10 in Deutschland vorkommenden Arten sind zusätzlich mit ihren Trivialnamen angegeben:
- Kamelhalsfliegen – Raphidioptera

- Raphidiidae

- Atlantoraphidia maculicollis (Atlantische Kamelhalsfliege)
- Dichrostigma flavipes (Gelbfüßige Kamelhalsfliege)
- Dichrostigma mehadia
- Ornatoraphidia flavilabris
- Phaeostigma (Magnoraphidia) major (Große Kamelhalsfliege)
- Phaeostigma (Phaeostigma) notata (Markante Kamelhalsfliege oder Kenntliche Kamelhalsfliege)
- Phaeostigma (Pontoraphidia) setulosa
- Puncha ratzeburgi (Ratzeburgs Kamelhalsfliege)
- Raphidia (Raphidia) beieri
- Raphidia (Raphidia) euxina
- Raphidia (Raphidia) ligurica
- Raphidia (Raphidia) mediterranea
- Raphidia (Raphidia) ophiopsis (Otternköpfchen oder Schlangenköpfige Kamelhalsfliege)
- Raphidia (Raphidia) ulrikae
- Subilla confinis (Eichen-Kamelhalsfliege oder Eichenbusch-Kamelhalsfliege)
- Turcoraphidia amara
- Venustoraphidia nigricollis (Schwarzhalsige Kamelhalsfliege oder Schwarzhals-Kamelhalsfliege)
- Xanthostigma aloysiana
- Xanthostigma xanthostigma (Gelbgezeichnete Kamelhalsfliege)

- Inocelliidae

- Inocellia crassicornis (Dickhörnige Kamelhalsfliege)
- Parainocellia (Parainocellia) bicolor
- Parainocellia (Parainocellia) braueri

Die nächsten Verwandten der Kamelhalsfliegen sind die Großflügler (Megaloptera). Ebenfalls nahe verwandt sind auch noch die Netzflügler (Neuroptera).

## Fotogalerie mit mitteleuropäischen Arten

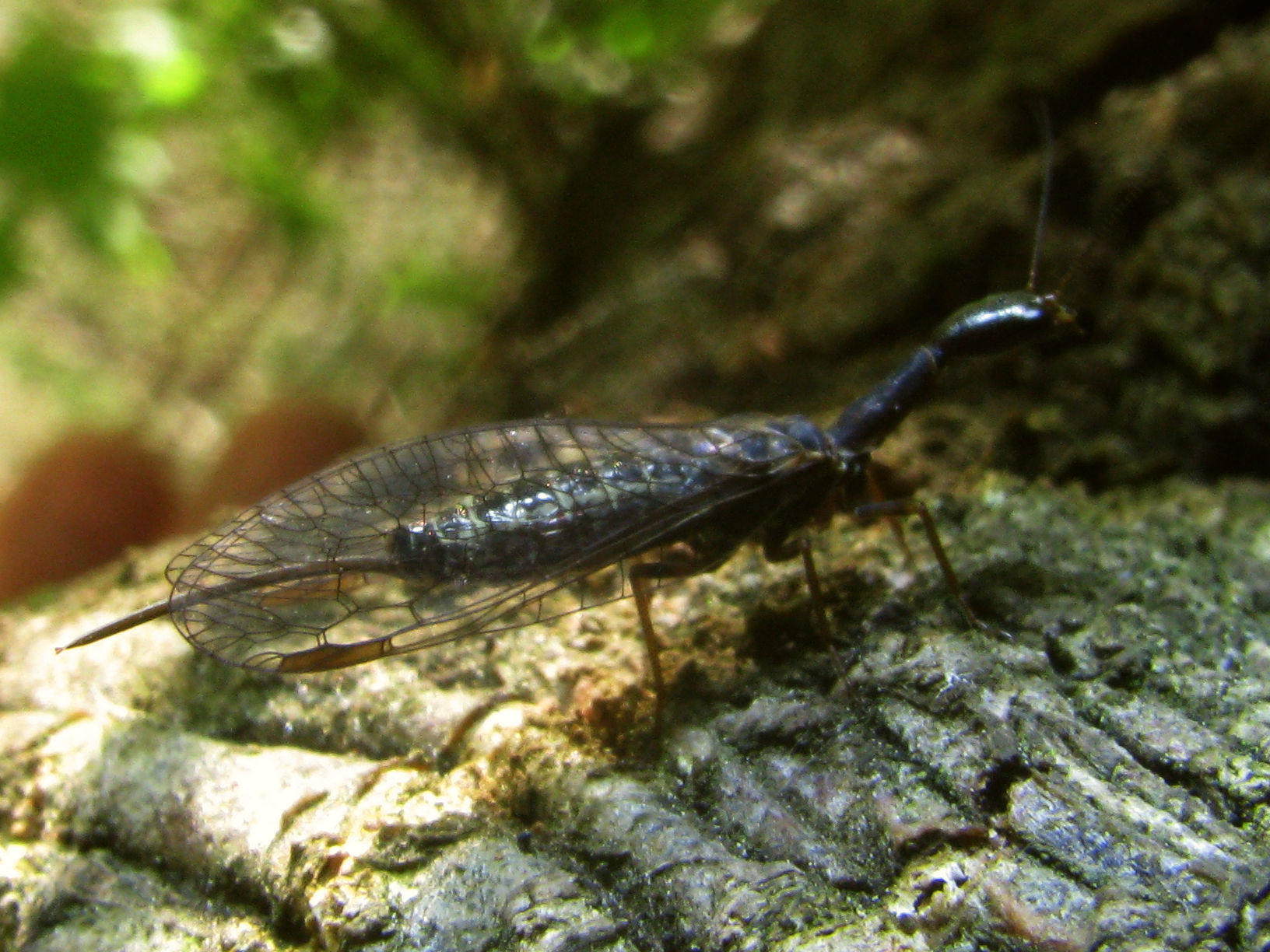
Atlantoraphidia maculicollis, die Atlantische Kamelhalsfliege
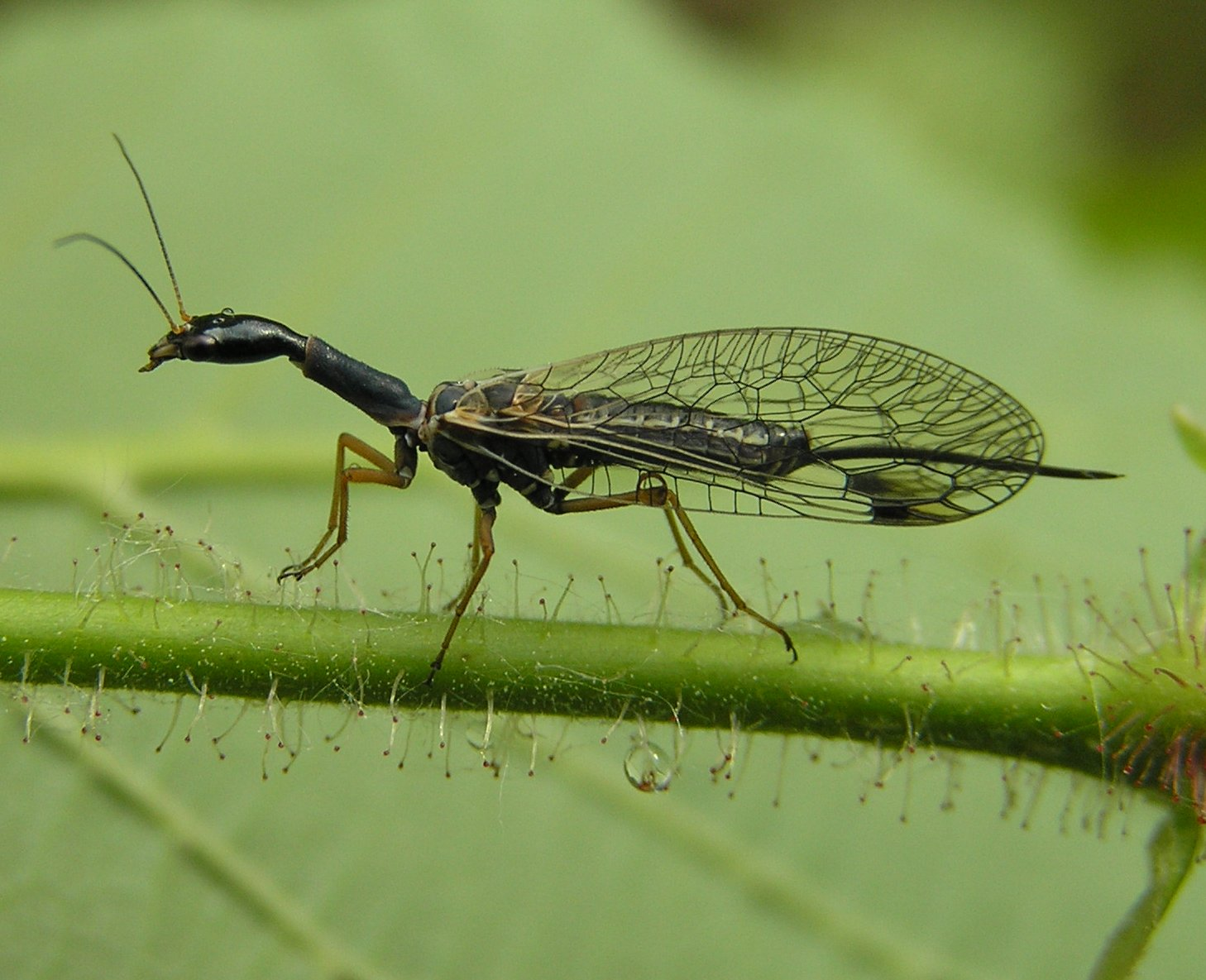
Dichrostigma flavipes, die Gelbfüßige Kamelhalsfliege
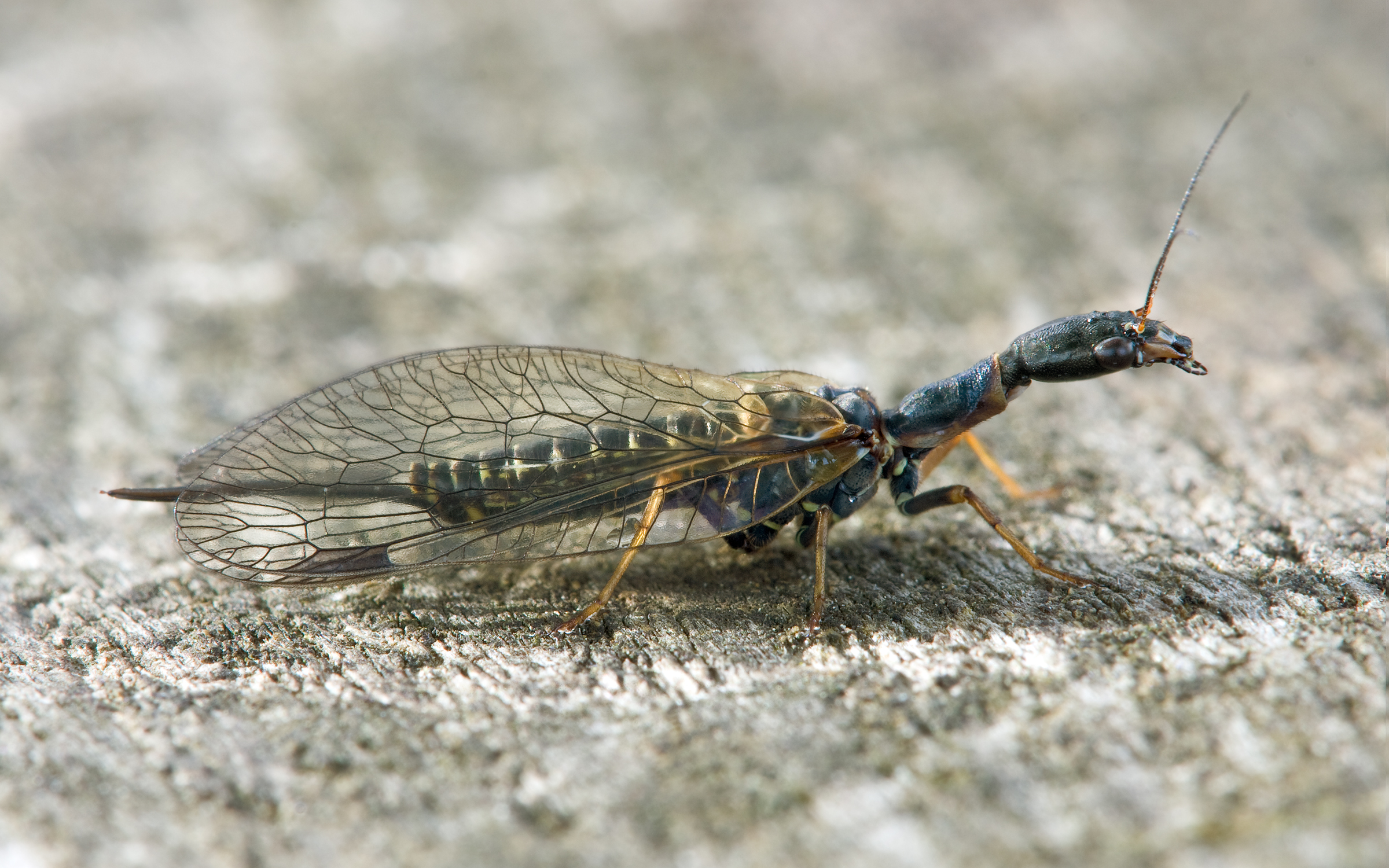
Phaeostigma major, die Große Kamelhalsfliege, lässt sich äußerlich kaum von Phaeostigma notata, der Markanten Kamelhalsfliege, unterscheiden
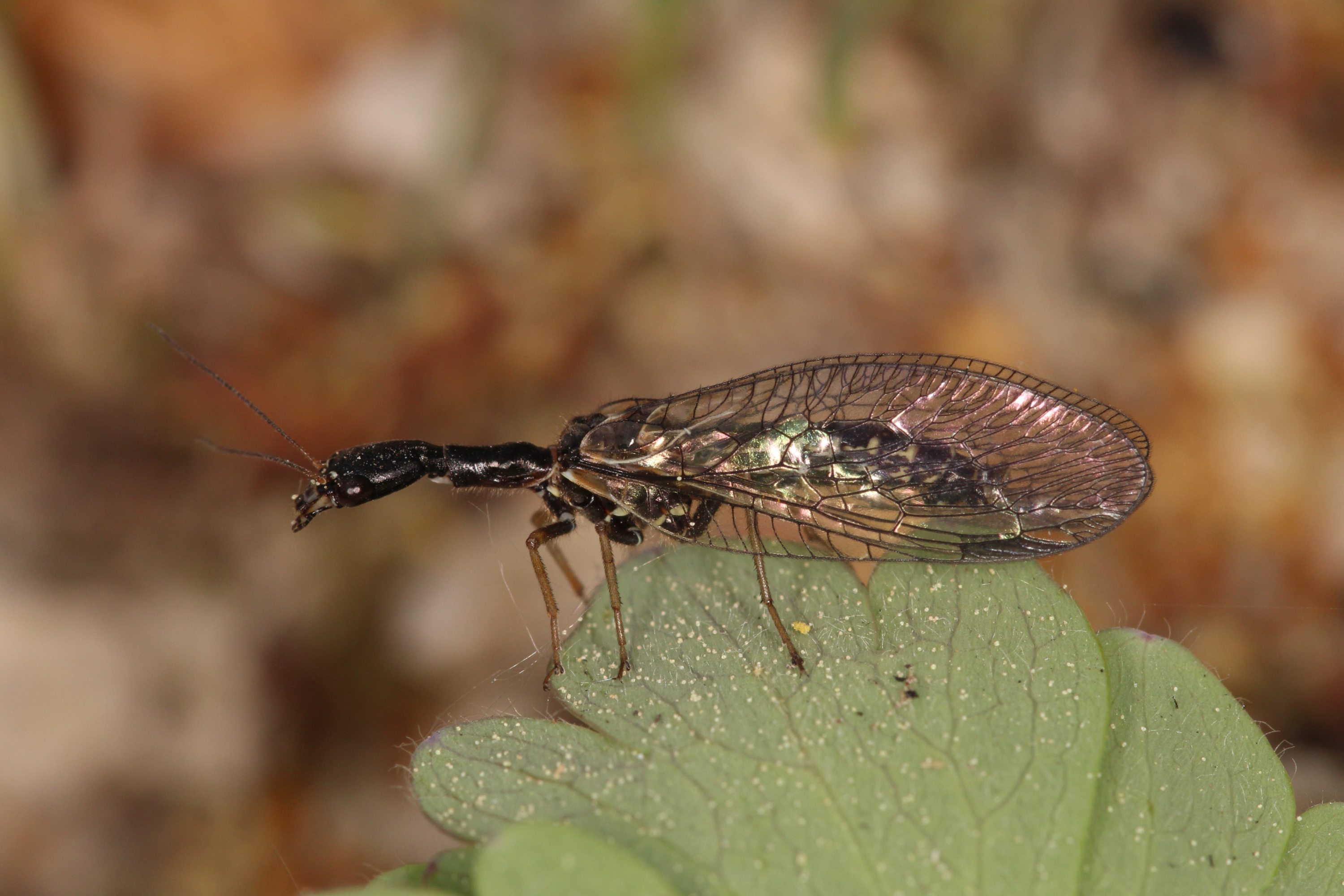
Phaeostigma notata, die Markante Kamelhalsfliege
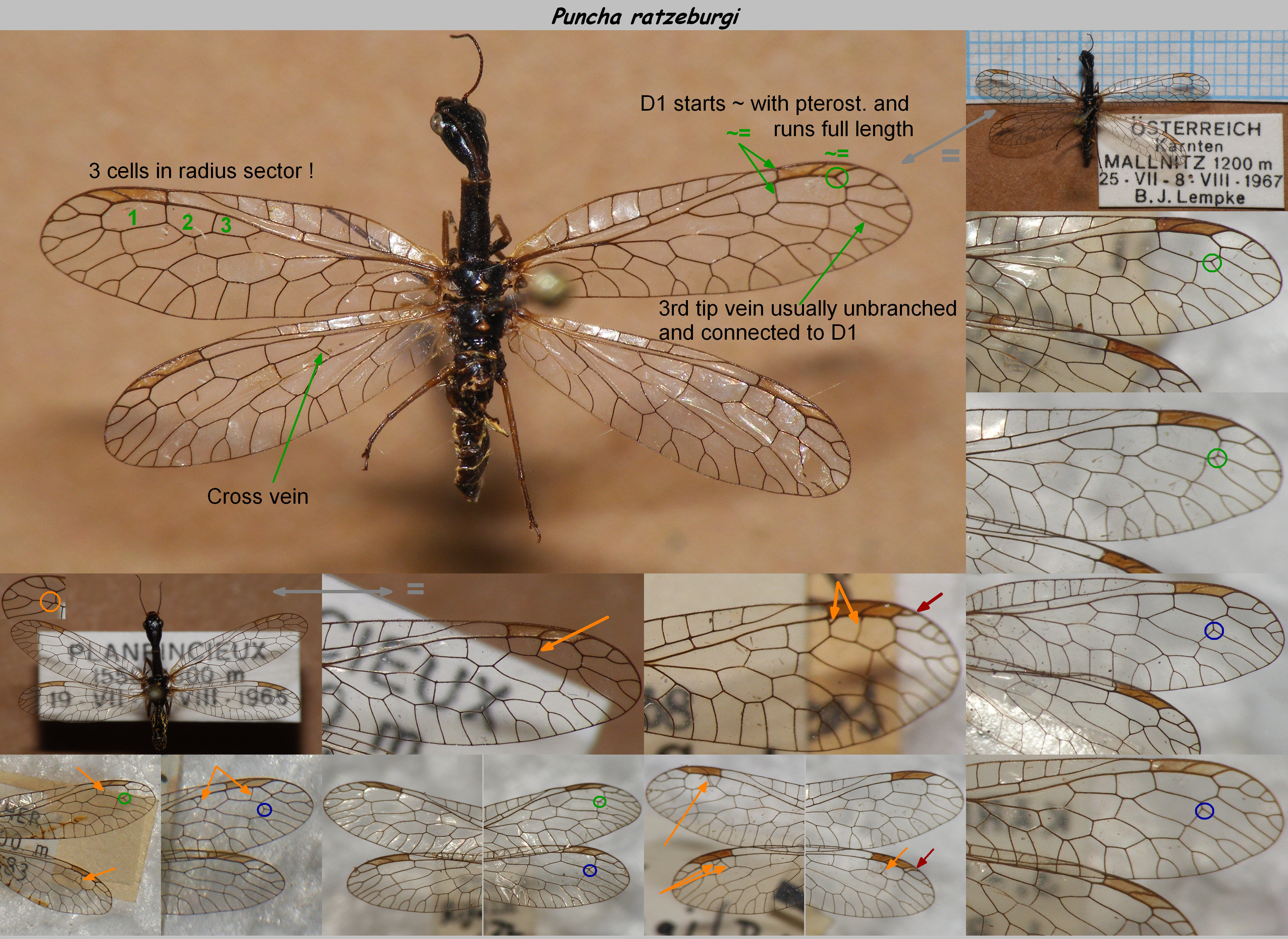
Bestimmungsmerkmale von Puncha ratzeburgi, Ratzeburgs Kamelhalsfliege
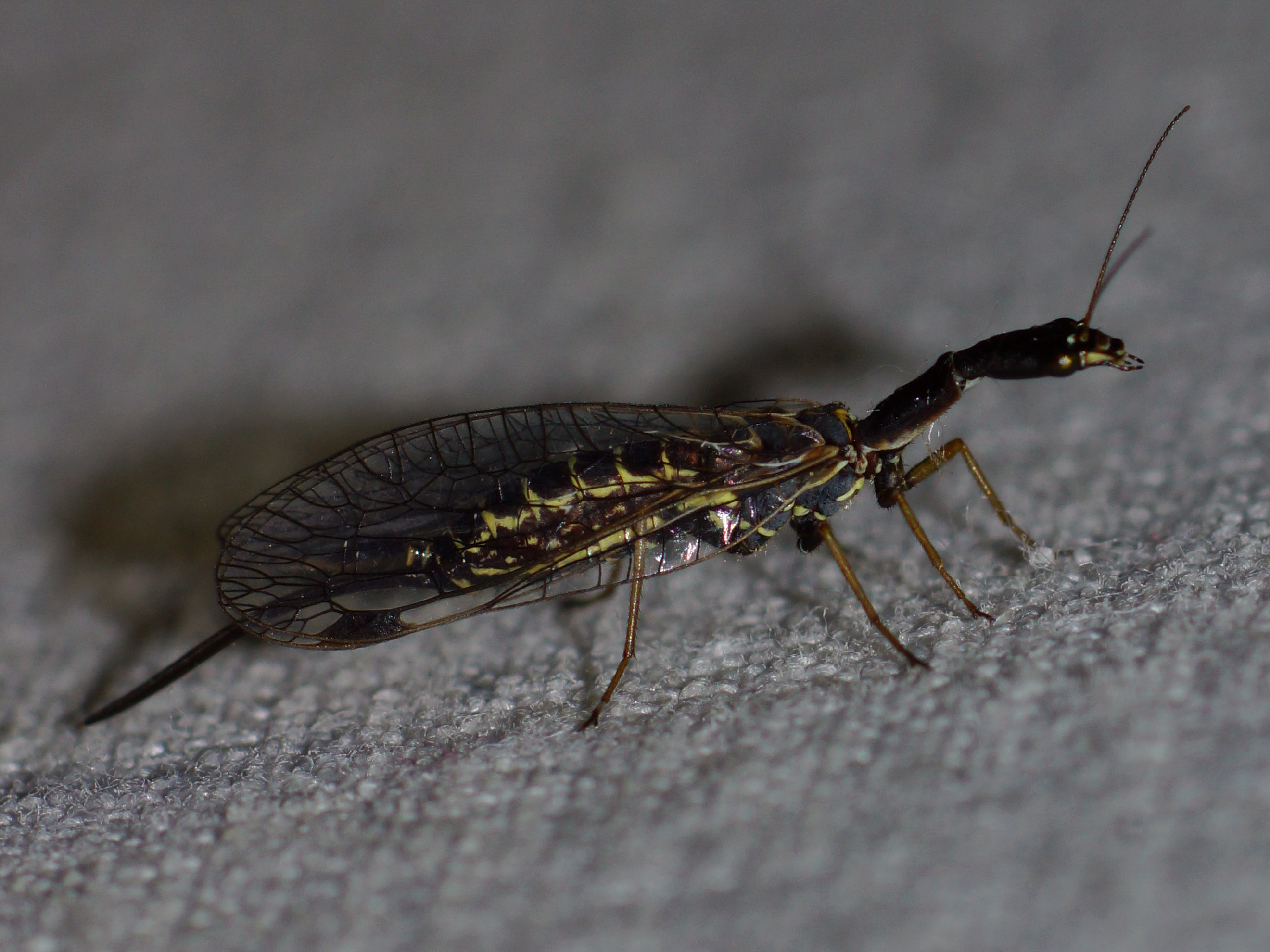
Raphidia ophiopsis, die Schlangenköpfige Kamelhalsfliege
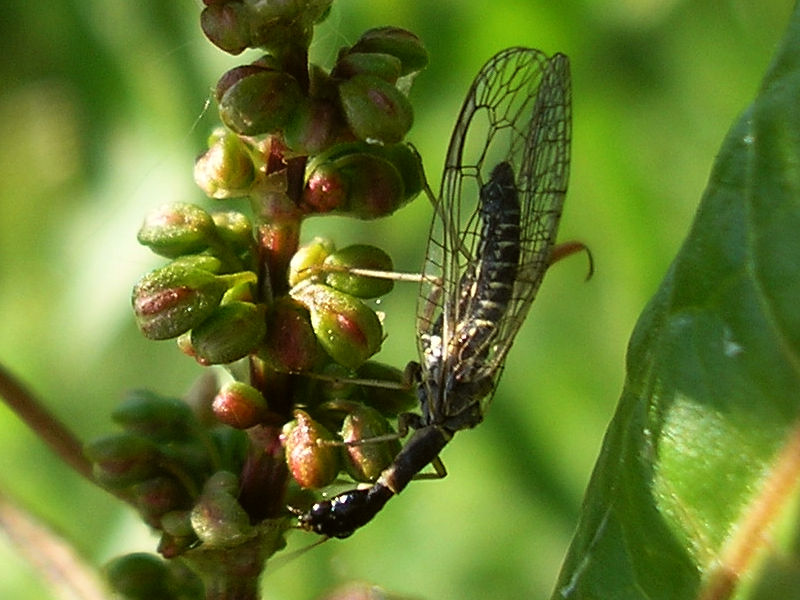
Subilla confinis, die Eichenbusch-Kamelhalsfliege
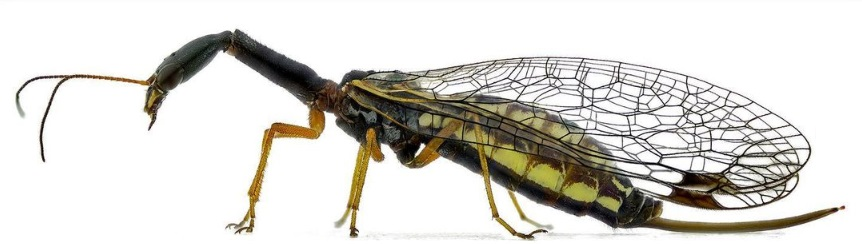
Venustoraphidia nigricollis, die Schwarzhalsige Kamelhalsfliege
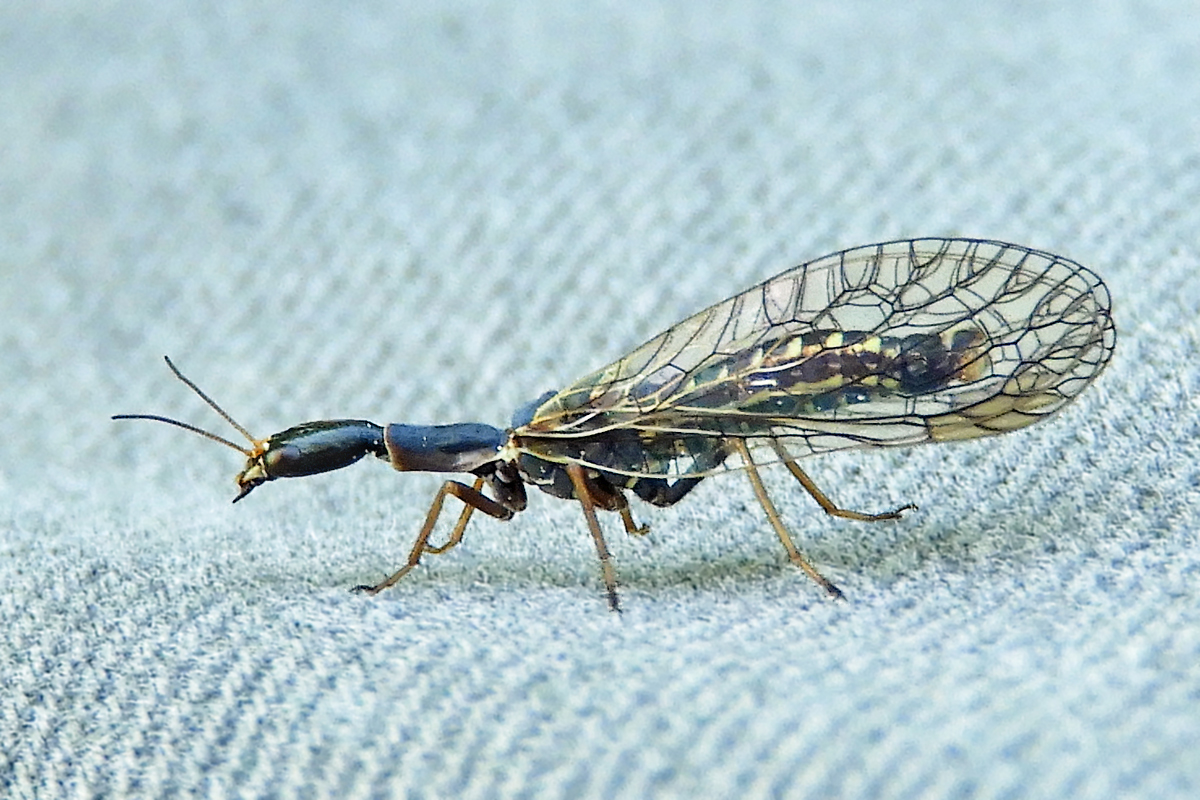
Männchen der Gelbgezeichneten Kamelhalsfliege (Xanthostigma xanthostigma)
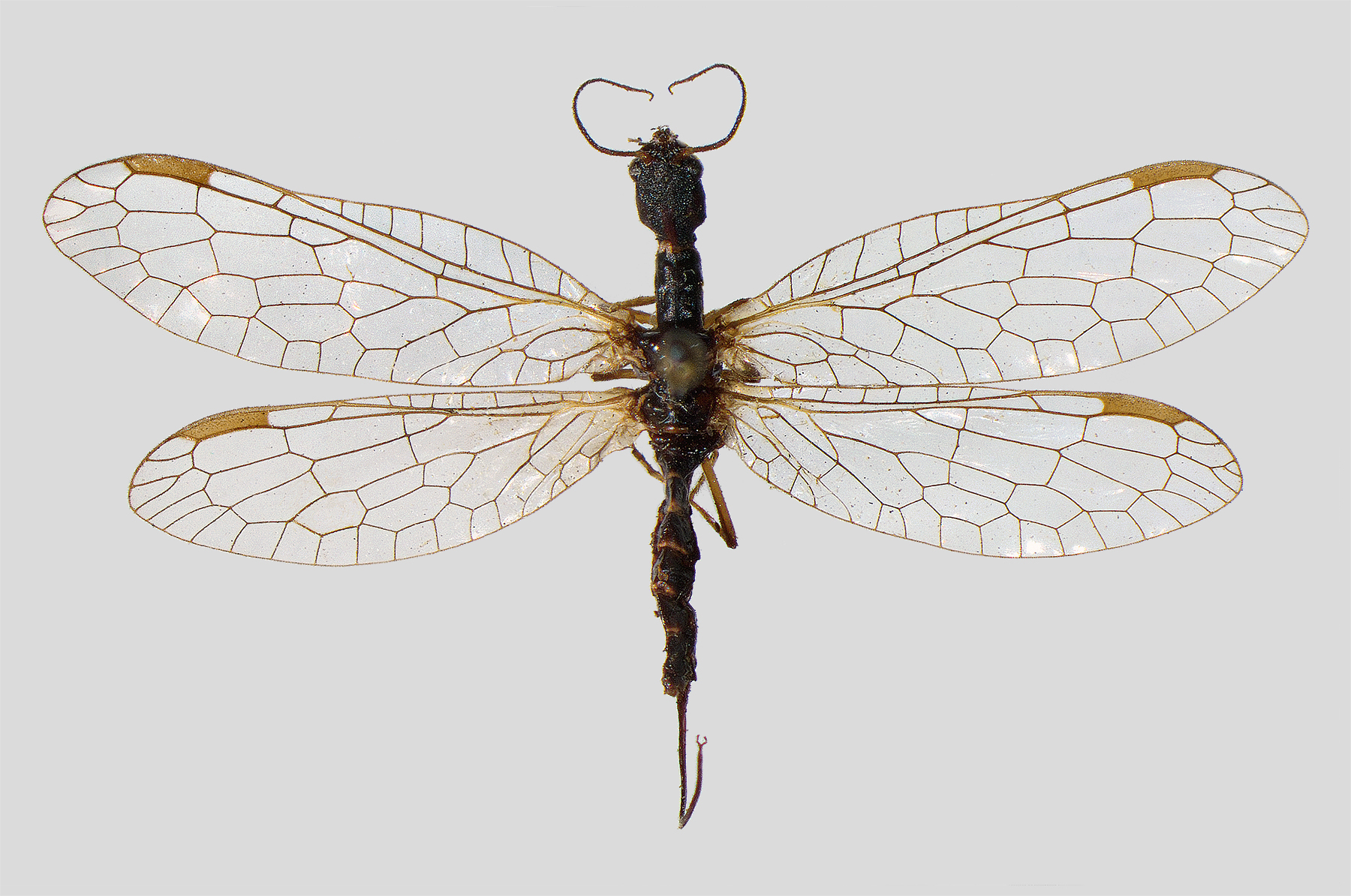
Präparat von Inocellia crassicornis, der Dickhörnigen Kamelhalsfliege

## Fossile Belege
Fossilien dieser Insektenordnung sind selten. Als ältester Nachweis gilt ein Imago der Familie Mesoraphidia aus dem Oberjura von Turkestan. Das Fossil unterscheidet sich von seinen nächsten rezenten Verwandten vor allem in der Form des Kopfes, der Länge des Prothorax und der Morphologie der Legeröhre. Fast alle anderen fossilen Imagines und Larven wurden als Einschlüsse im eozänen Baltischen Bernstein gefunden.

## Insekt des Jahres 2022
Die Schwarzhalsige Kamelhalsfliege (Venustoraphidia nigricollis) wurde zum Insekt des Jahres 2022 auserkoren.